# Jakob Ludvig von Schantz
Jakob Ludvig von Schantz, född 12 november 1723 i Stockholm, död 30 december 1817 i Lillkyrka församling, Örebro län, var en svensk ämbetsman. Han var son till Ludvig von Schantz i adelsätten von Schantz. 

## Biografi
Jakob Ludvig von Schantz föddes 1723 i Stockholm och döptes 3 november samma år i Stockholm. Han var son till hovjunkaren Ludvig von Schantz och Eva Maria Petre. von Schantz blev 8 juni 1736 student vid Uppsala universitet och 1745 extraordinarie kanslist i justitierevisionen. Han blev senare ordinarie kanslist och 16 september 1760 registrator. von Schantz blev 1762 extraordinarie protokollssekreterare och 1766 lagman i Ångermanlands och Västerbottens lagsaga. Han blev 1767 lagman i Närkes lagsaga och utsågs 1772 till vice landshövding i Örebro län. von Schantz fick 1776 landshövdings titel och avgick 25 februari 1800 som lagman. Han utnämndes 25 oktober 1810 till riddare av Nordstjärneorden och avled 1817 på Götarsvik i Lillkyrka församling.

### Egendom
von Schantz ägde Götarsvik i Lillkyrka församling.

### Familj
von Schantz gifte sig 1775 på Hjälmarsnäs i Stora Mellösa församling med friherrinnan Hedvig Johanna Lagerberg (1750–1821) dotter till riksrådet friherre Carl Lagerberg och Catharina Maria Danckwardt-Lillieström. De fick tillsammans barnen Carl Ludvig Fredrik von Schantz (1776–1777), Hedcvig Maria Lovisa von Schantz (1779–1825) som var gift med landshövdingen friherre Arvid von Nolcken och löjtnanten Johan Gustaf von Eckstedt, majoren Carl Jakob von Schantz (1780–1873), kaptenen Ludvig Adam von Schantz (1781–1818), protokollssekreteraren Gustaf Fredrik von Schantz (1786–1849), Eva Carolina Johanna von Schantz (1789–1859) som var gift med kyrkoherden Lars Fredrik Barwander i Lillkyrka församling och Catharina Jakobina Christina von Schantz (1790–1855).